# Ajn Turki
Ajn Turki – miasto w Algierii, w prowincji Ajn ad-Dafla.